# روز کوروش بزرگ

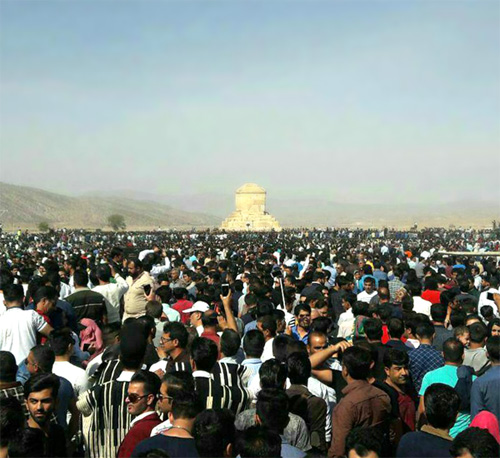
هفتم آبان ۱۳۹۵، آرامگاه کوروش بزرگ، پاسارگاد

روز کوروش بزرگ، در ۷ آبان (۲۹ اکتبر) یک روز در گاهشمار غیررسمی و ملی ایران در گرامی‌داشت کوروش بزرگ بنیان‌گذار و نخستین پادشاه شاهنشاهی هخامنشی است. این روز امروزه به صورت جهانی گرامی داشته می‌شود. بر اساس رویدادنامه نبونعید، در تاریخ ۷ آبان ۵۳۹ (پیش از میلاد)، کوروش بزرگ وارد دولت‌شهر بابل شد و یهودیان اسیر را آزاد کرد. روز کوروش بزرگ در تقویم رسمی ثبت نشده است، با این‌حال گروه‌های مختلفی از مردم ایران خواهان ثبت این روز در تقویم ملی ایران هستند و هرساله ۷ آبان با حضور در آرامگاه کوروش در پاسارگاد این روز را گرامی می‌دارند. این روز، زادروز کوروش بزرگ نبوده و روز گرامی‌داشت وی است.
از سال ۱۳۹۵ در پی تجمع هزاران تن در پاسارگاد برای شرکت در مراسم گرامیداشت روز کوروش بزرگ، نیروی انتظامی ایران هر ساله جاده‌های منتهی به آرامگاه او را مسدود می‌کند.

## پیشینه

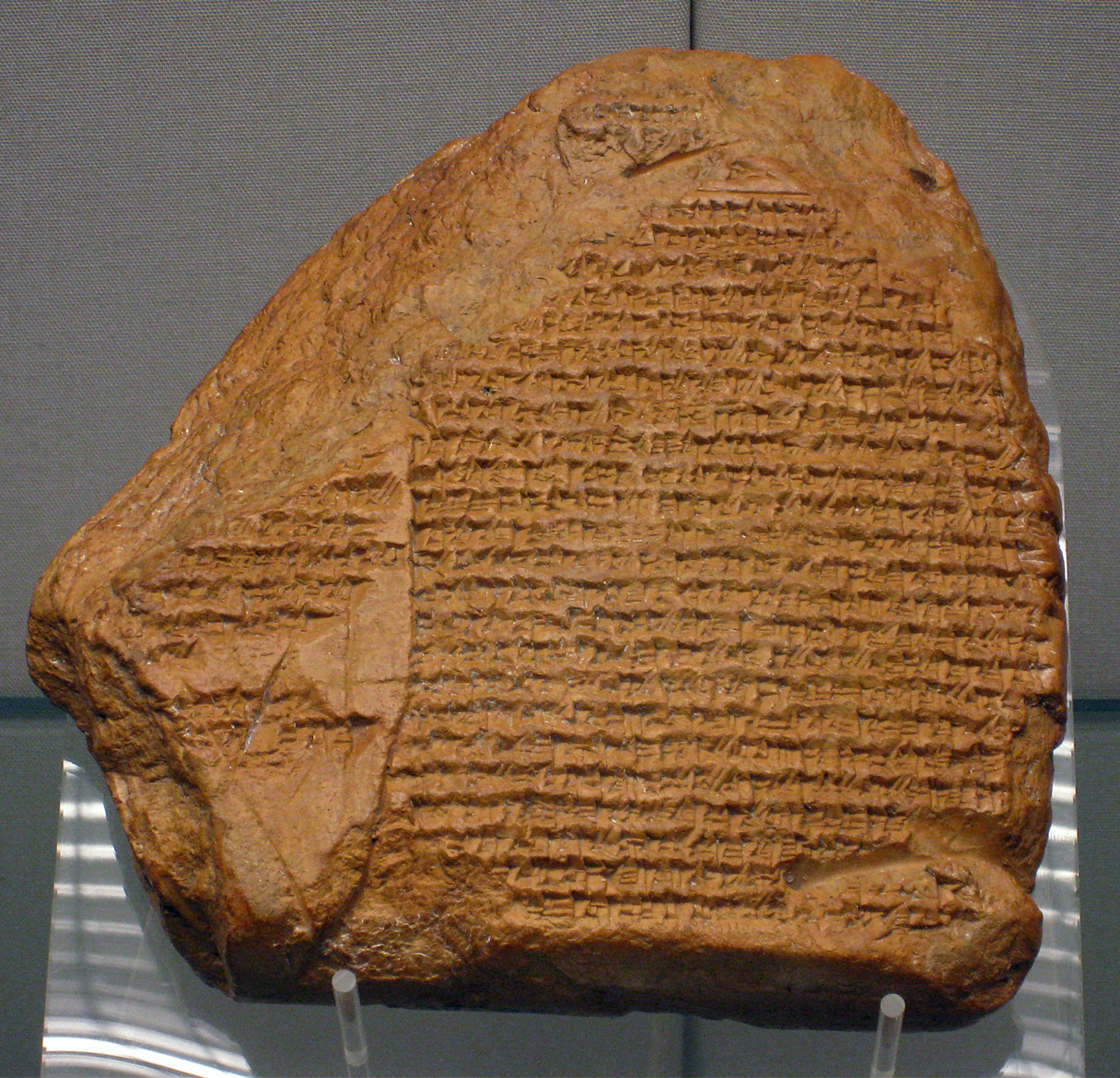
رویدادنامه نبونعید، بر اساس این رویدادنامه، کوروش بزرگ در ۲۹ اکتبر (۷ آبان) سال ۵۳۹ پیش از میلاد وارد بابل شد.

هفتم آبان، سالروز ورود کوروش بزرگ به بابل می‌باشد. بر اساس رویدادنامه نبونعید، در ۲۹ اکتبر (۷ آبان) سال ۵۳۹ پیش از میلاد کوروش وارد بابل شد.
در رویدادنامه نبونعید اینچنین آمده‌است:
در ماه اَرَخسمنو (Arahsamnu = ماه هشتم)، روز سوم (= هفتم آبان ماه) کوروش به بابل اندر آمد. شاخه‌های سبز در برابر (=زیر پای او) گسترده شد.

## مراسم بزرگداشت

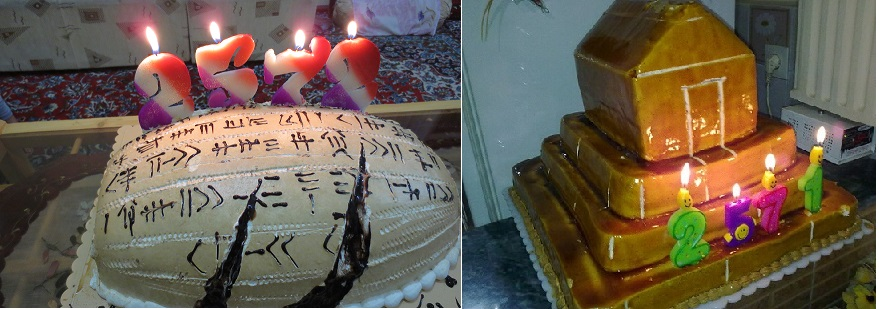
کیک به مناسبت روز کوروش بزرگ در ایران

در این روز علاقه‌مندان به کوروش و تاریخ و تمدن ایران‌زمین برای پاسداشت فرهنگ و تمدن ایرانی به پاسارگاد، مقبره کوروش می‌روند و گردهم جمع می‌شوند تا یاد و نام کوروش را گرامی بدارند.هافینگتن پست، یکی از سایت‌های خبری آمریکا، در مقاله‌ای با اشاره به روز ۲۹ اکتبر، روز کوروش، با توجه به این‌که منشور استوانه‌ای گلی منسوب به کوروش نخستین اعلامیه‌ای است که در آن از حقوق انسان به دفاع برخاسته است؛ بر این عقیده است که بخشی از احترام ایرانیان به این شخصیت تاریخی به خاطر سیاست‌های او در برخورد با ادیان و حقوق مردم است و حتی اشاره می‌کند به گفته‌های محمود احمدی‌نژاد، رئیس‌جمهور سابق ایران، همزمان با انتقال اصل منشور کوروش از موزه بریتانیا به موزه ملی ایران، که گفته بود: «در این استوانه ذکر شده‌است که همه افراد بشر در گزینش اندیشه آزادند و باید نسبت به هم با احترام برخورد کنند.»
در ایران مسئولان دولتی در بازدید یا برگزاری مراسم توسط علاقه‌مندان در روز کوروش در محل پاسارگاد مانع‌تراشی کردند.
همچنین برخی رسانه‌ها گزارش کردند در روز ۷ آبان ۱۳۸۹، همزمان با روز کوروش، بازدید از منشور کوروش که به‌طور موقت از موزه بریتانیا در لندن به موزه ملی ایران منتقل شده بود، طبق گفتهٔ مسئولان موزه به‌دلیل مشکلات فنی ممنوع بود. یکی از روزنامه‌های ایران گزارش کرده که با وجود اعلام تعطیلی موزه و عدم امکان بازدید از منشور در روز کوروش، باز هم بازدیدکنندگان از شهرهای مختلف به موزه مراجعه کرده و با درهای بسته مواجه شده بودند. برخی خبرگزاری‌های ایران هم در گزارش‌هایی به مناسبت روز کوروش، دربارهٔ وضعیت پاسارگاد و آرامگاه کوروش، از بی‌توجهی به این میراث تاریخی انتقاد کردند. این استوانه پس از حدود هفت ماه به موزهٔ بریتانیا برگردانده شد.

### سال ۱۳۸۵
در روز هفتم آبان ۱۳۸۵، اولین (و آخرین) مراسم با مجوز رسمی برای بزرگداشت کوروش با حضور دوستداران میراث‌فرهنگی در محوطه تاریخی پاسارگاد برگزار می‌گردد و آرامگاه کوروش نیز در بعدازظهر همان‌روز گل‌آرایی می‌شود.
براساس سوابق خبری مندرج در روزنامه‌های خبر_جنوب، نیم‌نگاه و عصرمردم مورخ ۱۳۸۵/۸/۷، امیر سوداگران، معاون وقت سازمان میراث‌فرهنگی و گردشگری استان فارس با برگزاری نشست خبری اعلام می‌کند: 
 «۵۳۹ سال پیش از میلاد مسیح در چنین روزی فرمان تاریخی و مشهور کوروش بزرگ معروف به نخستین منشور حقوق بشر در پی تصرف کامل بابل صادر شده و به مناسبت این رویداد، بازدید عموم از مجموعه میراث جهانی پاسارگاد رایگان می باشد.»

### سال ۱۳۹۵
در روز هفتم آبان ۱۳۹۵، گروه زیادی از مردم ایران، به صورت نمادین در آرامگاه کوروش در شهرستان پاسارگاد در استان فارس با گردهمایی، یاد و نام کوروش را گرامی داشتند. در آن سال گروهی از تجمع‌کنندگان، شعارهایی از جمله «ایران وطن ماست، کوروش پدر ماست» «شاهزاده، تولدت مبارک» و همچنین شعارهایی علیه حکومت جمهوری اسلامی سر دادند. پس از این رخداد دادستان شیراز از دستگیری برگزارکنندگان تجمع و تشکیل «پرونده قضایی» برای این افراد خبر داده بود.

در سال ۱۳۹۵ آیت الله نوری همدانی از مراجع تقلید شیعه در قم اعلام کرده بود:
 «تعجب می‌کنم چطور می‌توانند در مزار کوروش جمع شوند، همان شعارهایی که برای رهبر معظم انقلاب می‌دهیم، برای کوروش بدهند و باز ما زنده، نشسته و تماشاگر هستیم. کدام قدرت در این بخش کوتاهی کرده که این افراد اینگونه جمع شوند، با توجه به اینکه مملکت اسلامی و انقلابی قرار داریم، باید بیدار و هوشیار باشیم.».

### سال ۱۳۹۶
به منظور جلوگیری از برگزاری هفتم آبان ۱۳۹۶ تدابیر امنیتی در ایران به اجرا گذاشته‌شد. در روزهای منتهی به ۷ آبان ۱۳۹۶ در اطراف مقبره کوروش حصارهایی نصب شد. همچنین برخی از شهروندان پیامکهای بی‌نام و نشانی را دریافت کرده‌اند که در آن‌ها اعلام شده بود که تجمع در پاسارگاد غیرقانونی است و متخلفان تحت پیگرد قانونی قرار خواهند گرفت. همزمان عکس‌هایی در شبکه‌های مجازی منتشر شد که از اردوی رزمی بسیجیان در پاسارگاد خبر دادند. برای ایجاد محدودیت‌ها مواردی مانند «نصب میله‌های راه‌بند در جاده پاسارگاد» و «حضور نیروهای امنیتی در سراسر مسیر شیراز»، «تفتیش خودروها» و «دادن اطلاعیه به مسافران» برقرار شد. همچنین جاده‌هایی را که به پاسارگاد منتهی می‌شوند بسته بودند و تعداد زیادی نیروهای انتظامی و کامیون‌های نظامی در اطراف پاسارگاد در حال آماده باش بودند.

### سال ۱۳۹۸
بهرام پارسایی نماینده مردم شیراز در توییتر خود، خبر از تهیه برنامه برای برگزاری مراسم بزرگداشت کوروش از سوی وزارت کشور با عنوان برنامهٔ یک هفته‌ای «تمدن ایران» خبر داد. همانند سالهای پیش نیروهای امنیتی در جاده‌های منتهی به پاسارگاد خیمه‌هایی برپا کردند تا عبور و مرور مردم را در روزهای منتهی به این روز کنترل کنند. این نیروها به ساکنان محلی نزدیک به پاسارگاد برگه عبور و مرور داده‌است تا این ساکنان بتوانند به راحتی تردد کنند. در روزهای اخیر شماری از چهره‌های فعال اجتماعی و خانواده‌های در ایران توسط پلیس امنیت احضار شده‌اند تا به آن‌ها هشدار داده شود که در مراسم بزرگ‌داشت کوروش کبیر شرکت نکنند.
بهمن احمدی امویی روزنامه‌نگار از فشار نیروهای امنیتی در این روز نوشت:
از پلیس امنیت تماس گرفتند که روز دوشنبه برای پاره ای توضیحات به کلانتری جنت آباد بیا. پرسیدم چرا؟ گفت: گزارش شده شما دربارهٔ کورش حرفی، مطلبی یا پیامی داده‌ای. انتظار داشت تا تلفن زد بروم و دست به سینه جلویش بنشینم.

#### واکنشها
مایک پمپئو وزیر خارجه ایالات متحده روز هفتم آبان ۱۳۹۸ در توییترش نوشت:
۵۳۹ سال پیش از میلاد در چنین روزی، کوروش کبیر وارد بابل شد و یهودیان را از اسارت آزاد کرد. احترام او به حقوق بشر و آزادی ادیان، الهامبخش پدران بنیانگذار آمریکا بود. درحالیکه مردم ایران توسط رژیم جمهوری اسلامی از برگزاری گرامیداشت کوروش منع شده‌اند، ایالات متحده در کنار آنها می‌ایستد.— مایک پمپئو، توییتر شخصی
در همین حال، صفحه رسمی وزارت خارجه اسرائیل در توئیتر نیز با انتشار تصویری از آرامگاه کوروش یاد او را گرامی داشت.
رضا پهلوی، فرزند آخرین شاه ایران هم کوروش را پیام آور دوستی و مدارا دانسته و خواستار نجات میراث او شده‌است.
کوروش بزرگ پیام‌آور مدارا و دوستی و حقوق بشر بود. امروز اما ارزش‌های مترقی او در حصر و بند فرقه‌ای تبهکار و اشغالگرند. باید از هر زمان دیگری بیدارتر باشیم و میراث کوروش را نجات دهیم.
در تاجیکستان، شرکت‌کنندگان در یک همایش بین‌المللی از دولت خواسته‌اند تا یک روز را به عنوان روز کوروش کبیر به فهرست جشن‌های رسمی این کشور اضافه کند.

### سال ۱۳۹۹
الیوت آبرامز، نماینده ویژه آمریکا در امور ایران این روز را به مردم ایران تبریک گفت و کوروش بزرگ را الهام‌بخش بسیاری از رئیس‌جمهوران آمریکا، به ویژه توماس جفرسون دانست.
او در توییترش نوشت:
این در حالی‌است که رژیم ایران به مردم خود اجازه نمی‌دهد روز کوروش را جشن بگیرند و نمی‌گذارد ایرانی‌ها امروز در مزار کوروش گرد هم بیایند؛ زیرا جمهوری اسلامی نقطه متضاد میراث کوروش است. آیت‌الله‌ها بهائیان و سایر اقلیت‌های مذهبی را تحت آزار قرار داده، یهودی‌ستیزی کرده و وکیلان فعال در زمینه حقوق بشر را به زندان می‌اندازند. رژیم کشتی‌گیر قهرمان، نوید افکاری، را شکنجه و اعدام کرد تا تظاهرات‌کنندگان را بترساند و سال گذشته هم صدهاهزار ایرانی را در خیابان‌ها به ضرب گلوله کشت. این رژیم نمی‌خواهد که مردم ایران خرد و تسامح کوروش را به یاد داشته باشند تا به یاد نیاورند که این رژیم به این ملت بزرگ چه آسیبی زده‌است. روزی می‌رسد که ایرانی‌ها دوباره آزاد خواهند شد و ما مشتاقانه در انتظاریم تا روز کوروش کبیر را به همراه شما جشن بگیریم.— توییتر شخصی

### سال ۱۴۰۰
رضا پهلوی در آستانه هفتم آبان، روز کوروش، در پیامی خطاب به ایرانیان گفت: 
با نکوداشت نام و یاد کوروش بزرگ به هر شکلی و در هر جایی که هستید تلاش کنید تصویر یک ملت متحد، آزادی‌خواه و مداراگر را به جهانیان نشان دهید.
وی در این پیام کوروش را «پادشاهی پیام‌آور عزت، عظمت، همزیستی مسالمت‌آمیز و مداراگری» توصیف کرد که «بیش از ۲۵۰۰ سال پیش، آزادی باور و مذهب را به رسمیت می‌شناخت و کرامت انسانی را پاس می‌داشت.» رضا پهلوی گرامیداشت یاد و نام کوروش را «یادآور ویژگی‌های نیک مدنی و اخلاقی ایرانیان» دانست که کمک می‌کند ملت ایران بدانند چگونه ایرانی می‌خواهند.

### سال ۱۴۰۱
داریوش اقبالی، خواننده سرشناس ایرانی و بنیان‌گذار بنیاد آینه، اعلام کرد که به همراه شماری از هنرمندان و فعالان اجتماعی در «روز کوروش بزرگ»، در حمایت از همبستگی و جنبش آزادی‌خواهانه مردم ایران در پارک عمومی وردوگو در شهر گلندیل تجمع خواهند کرد. او از ایرانیان ساکن آمریکا دعوت کرد در این تجمع شرکت کنند.
حامد اسماعیلیون سخنگوی انجمن خانواده‌های جانباختگان پرواز شماره ۷۵۲ هواپیمایی بین‌المللی اوکراین، که با همراهی انجمن خانواده‌های جانباختگان و دیگر سازمان‌های مردم نهاد فراخوان‌هایی برای حضور ایرانیان خارج در همبستگی با مردم ایران داده بود، برای ۲۹ اکتبر ۲۰۲۲ هم فراخوان زنجیرهٔ انسانی را برای ایرانیان خارج از کشور داد.
رضا پهلوی پیامی با عنوان «بیاییم در بزرگداشت کوروش بزرگ، عهد خودمان را با آینده‌ای روشن و کشوری ببندیم که بار دیگر صادرکننده اصول آزادی و حقوق بشر باشد، و نمونه‌ای برای همه جهانیان» منتشر کرد.
در آبان ۱۴۰۱ جمهوری اسلامی با بستن راه‌های منتهی به پاسارگاد مانع تجمع مردم شد.
در حالی که مقام‌های جمهوری اسلامی مانع تجمع مردم در آرامگاه کوروش بزرگ شدند، دانشجویان در ایران پرچم‌هایی با نماد درفش کاویانی به دست گرفتند و هزاران نفر از ایرانیان در لس‌آنجلس و دیگر شهرهای جهان نیز جمع شدند تا ضمن حمایت از اعتراضات ایران، روز کوروش بزرگ را گرامی بدارند.
گردهمایی ایرانیان در لس‌آنجلس در روز یکشنبه، هفتم آبان که روز کوروش بزرگ نامگذاری شده، برگزار شد و در این مراسم، چهره‌هایی چون داریوش، منصور، هنگامه و اندی، از خوانندگان مشهور موسیقی پاپ ایرانی به همراه نازنین بنیادی بازیگر و کنشگر ایرانی-بریتانیایی و رعنا منصور خواننده حضور داشتند.
این خوانندگان در این گردهمایی به همراه شرکت‌کنندگان ترانه «دوباره می‌سازمت وطن» را هم‌خوانی کردند و رعنا منصور نسخه انگلیسی ترانه «برای» را اجرا کرد. همچنین الهه امانی، فعال حقوق بشر، در این مراسم سخنرانی کرد.

هم‌زمان با روز کوروش بزرگ، توئیتر فارسی وزارت امور خارجه ایالات متحده نوشت:
«۲۵۰۰ سال پیش، کوروش کبیر آنچه را که اولین منشور حقوق بشر تلقی می‌شود به تحریر درآورد.»

وزارت خارجه آمریکا همچنین نوشت:
«منشور کوروش صریحاً تأکید دارد که همه افراد مستحق آزادی و کرامت انسانی بوده و بر اهمیت حفاظت از حقوق بشر و نفی ظلم تأکید می‌کند.»
فرماندهی مرکزی ایالات متحده، سنتکام نیز در توییتی روز کوروش بزرگ را «به تمامی کسانی که این روز را گرامی می‌دارند، تبریک گفت.
رضا پهلوی نیز با بازنشر بخشی از سخنان محمدرضاشاه فقید در حضور رهبران جهان: 
حکومت این پادشاه هخامنشی را مبتنی بر «احترام به فرد و به حقوق بشر» دانست.

علی کریمی ستاره فوتبال کشور به مناسبت روز کوروش استوری در اینستاگرامش منتشر کرد.
من با هیچ‌کس بر سرآیین و باورهای که دارد نمی‌جنگم، چرا که خدای هرکس همانیست که خرد اوست…

رسول خادم، قهرمان سابق کشتی المپیک همزمان با هفتم آبان ماه، روز بزرگداشت کوروش کبیر، با بازنشر یکی از نخستین فرامین کوروش نوشت: 
من کوروش، فرمان دادم که همه مردم در پرستش خدای خود آزاد باشند و آنان را نیازارند. فرمان دادم که هیچ‌کس، اهالی شهر را از هستی ساقط نکند

رئیس سابق فدراسیون کشتی ایران در ادامه این پست اینستاگرامی نوشت:
بر اساس رویدادنامه نبونعید در تاریخ ۷ آبان ۵۳۹ سال پیش از میلاد، کوروش بزرگ وارد دولت‌شهر بابل شد و یهودیان اسیر را آزاد کرد. روز کوروش کبیر در تقویم رسمی ثبت نشده‌است ولی با این‌حال گروه‌های مختلفی از مردم ایران خواهان ثبت این روز در تقویم ملی ایران هستند و برخی از علاقمندان او هرساله تلاش می‌کنند که اگر بگذارند، روز هفتم آبان ماه با حضور در آرامگاه کوروش در پاسارگاد این روز را گرامی بدارند.

## تلاش‌ها برای ثبت در تقویم رسمی ایران

واکنش روزنامه قانون به ممانعت از تجمع مردم در روز کوروش

رئیس سازمان میراث فرهنگی، صنایع دستی و گردشگری ایران در دولت اول محمود احمدی‌نژاد، اسفندیار رحیم مشایی دربارهٔ این روز گفته بود: «در نظر گرفتن روزی به نام کوروش تا کنون در دستور کار ما نبوده اما این موضوع قابل بررسی است که در تقویم ملی روزی به نام کوروش یا تخت جمشید داشته باشیم.»
در زمان دولت نهم و ریاست اسفندیار رحیم مشایی بر سازمان میراث فرهنگی نیز اقداماتی برای بزرگداشت این مناسبت صورت می‌گرفت. اسفندیار رحیم مشایی در آذر سال ۱۳۸۷ در اظهاراتی، از در نظر گرفتن روزی به نام «روز کوروش» در تقویم ملی ایران دفاع کرد.

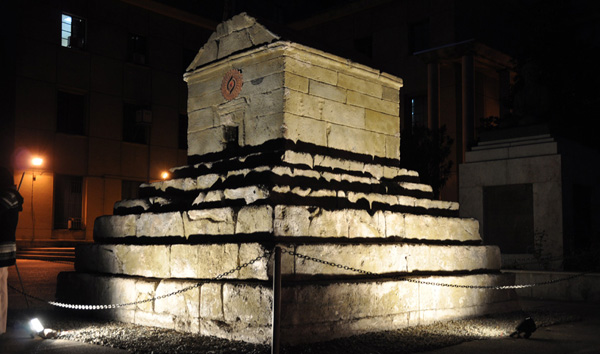
ماکت آرامگاه کوروش در حیاط دانشکده ادبیات و علوم انسانی دانشگاه تهران به بهانه روز کوروش (آبان ۱۳۹۲)

در آبان ماه ۱۳۹۰ در پی همایشی با عنوان «روز جهانی کوروش» که در دانشکده ادبیات دانشگاه تهران و به مناسبت روز کوروش برگزار شد، در شروع آن یکی از برگزارکنندگان این همایش به نمایندگی از دانشجویان گفت: «برگزاری این همایش با چنین تأخیری به‌دلیل وجود پروسه‌ای طولانی برای گرفتن مجوز بود؛ ولی با این حال، جای این روز جهانی فقط در سالنامهٔ کشور ایران به‌عنوان کشوری که زادگاه کوروش است، خالی است. به همین دلیل، خواهان ثبت این روز به‌عنوان یک روز ملی در سالنامهٔ ملی ایران هستیم.» سپس سخنرانان همایش، حکمت‌الله ملاصالحی، ژاله آموزگار، عبدالمجید ارفعی، جلال‌الدین کزازی و کامیار عبدی هر یک سخنانی دربارهٔ اهمیت دوران هخامنشی، نقش کوروش و منشور کوروش برای حاضرین در همایش ارائه کردند.
همچنین در ۷ آبان سال ۱۳۹۲ همایش دیگری با عنوان «یادبود استوانه کورش» توسط انجمن علمی دانشجویان تاریخ دانشگاه تهران در دانشکده ادبیات دانشگاه تهران برگزار شد که بار دیگر درخواست ثبت روز کوروش در تقویم ملی ایران مطرح شد. دبیر این همایش به نمایندگی از دانشجویان گفت: «هدف انجمن علمی دانشجویان گروه تاریخ از برگزاری گرامیداشت برای منشور کورش، تعیین روزی در تقویم ملی برای پاسداشت نخستین منشور حقوق بشر بوده‌است». در این همایش محمد رضا کارگر، محمدتقی ایمان‌پور، روزبه زرین کوب و شاهرخ رزمجو سخنرانی کردند.

## نامه ۱۹ ایران‌شناس به استاندار فارس
۱۹ باستان‌شناس و تاریخ‌پژوه ایرانی در نامه‌ای به استانداری فارس خواستار ثبت هفتم آبان‌ماه به عنوان روز «کوروش بزرگ» در تقویم رسمی کشور شدند و اعلام کردند که گرامیداشت این روز می‌تواند «نقشی مؤثر در ایجاد وحدت ملی و همبستگی همه ایرانیان» داشته باشد. در این نامه که روز شنبه، ۱۸ آذر ۱۳۹۶ منتشر شد از سخنان پژوهش مبنی بر اینکه «هیچ‌گونه سند تاریخی در خصوص هفتم آبان ماه و روز کوروش بزرگ وجود ندارد» انتقاد شده‌است.